# Andrea Miller

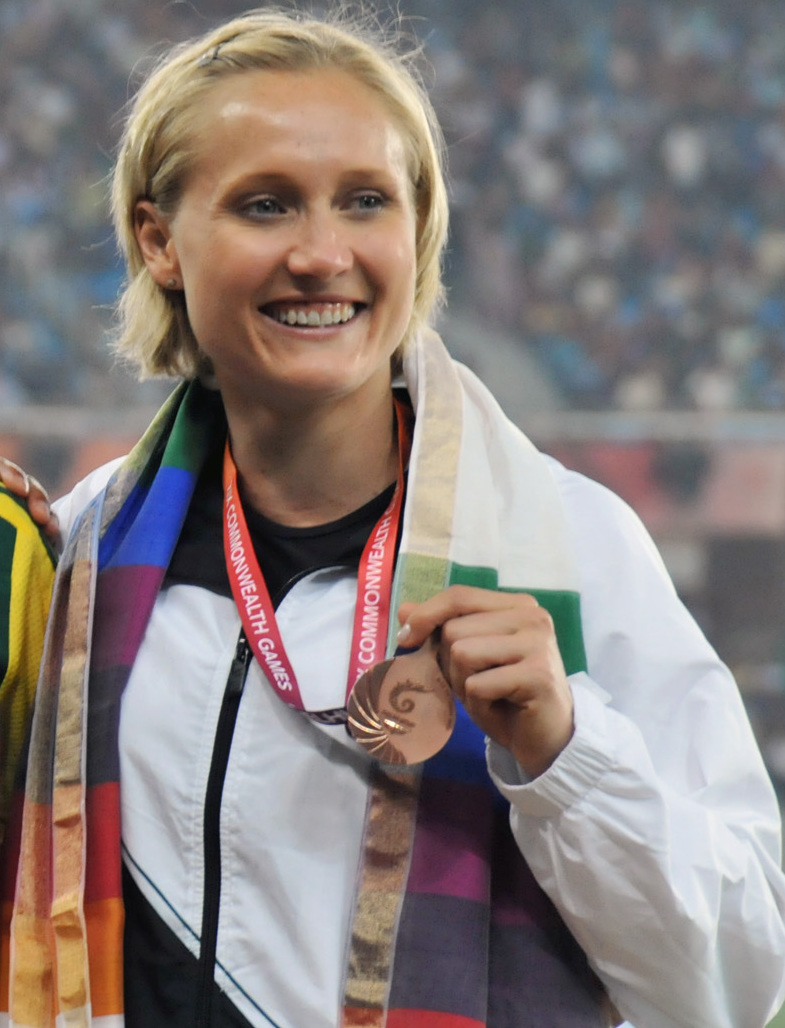
Andrea Miller, 2010

Andrea Miller (* 13. März 1982) ist eine neuseeländische Hürdenläuferin.
Bei den Commonwealth Games 2010 gewann sie die Bronzemedaille über die 100 m Hürden. Bei den Leichtathletik-Ozeanienmeisterschaften im gleichen Jahr gewann sie den Titel.